# Enúma eliš
Enúma eliš („Když nahoře“) je jeden z nejdůležitějších a nejsložitějších akkadských mýtů. Je to prakticky jediný ucelený výklad tehdejší kosmogonie. Původní jméno je neznámé, spis dostal název podle prvních slov.
Mýtus obsahuje sedm zpěvů, které mají dohromady zhruba 1100 veršů. Vychází ze sumerských mýtů, ale používá i různé akkadské prameny, místy je patrné ovlivnění Semity. Cílem tohoto díla je vysvětlit povýšení Marduka na hlavního boha. Doba vzniku tohoto mýtu není zcela jasná, datace bývá uváděna mezi 18.–7. stol. př. n. l., nejpravděpodobnější se zdá, že vznikl v době vlády Nabukadnezara I. tj. 1125–1104 př. n. l., za jeho vlády byl i Marduk prohlášen nejvyšším bohem.

## Obsah

### I. tabulka
Mýtus začíná v dobách, kdy nic neexistovalo (nebe, země, atp.), existoval pouze Apsú (Abzu – sladkovodní oceán) a Tiamat (slaný oceán), jejich vody se postupně mísily, z čehož vzniklo několik generací bohů (Lachmu, Lachamu; Anšar, Kišar; An, Enki), tento proces (teogonie) skončil stvořením Marduka (rodiče: Enki a Damkina).
Postupně dojde mezi rodiči (Apsú a Tiamat) a jejich dětmi ke konfliktu, rodičům se nelíbí velká aktivita jejich dětí. Apsú se proto spolu se svým rádcem rozhodne zničit svoje děti. Nejprve se snaží spojit s Tiamatou, ale jelikož neuspějí, vymyslí plán, o kterém se bohové dozví. Ea vymyslí kouzlo, po kterém Apsú usne, Ea mu potom odebere odznaky moci, spoutá ho a zabije.

Poté je v nitru Apsú zrozen Marduk, který je úžasný, zde jsou vylíčeny jeho přednosti.
Hraní Marduka dále rušilo Tiamatu a některé další bohy, proto Tiamat stvořila hrůzy (draky, Girtablilu), vytvořila armádu z bohů, jejím velitelem se stal Kingu, kterému Tiámat dala tabulku osudů.

### II. tabulka
Na počátku této tabulky je vylíčeno Tiamatino vojsko, jeho těšení se na bitvu, poté se o vojsku dozvědí noví bohové. Anšar shání někoho, kdo se Tiamatě postaví, ale nejprve ho odmítá Ea a poté i An. Nakonec se nabídne Marduk, který ale má podmínku, že se stane nejvyšším bohem.

### III. tabulka
Anšar zde říká svému rádci Kakovi, aby svolal hostinu, poté opakuje, co udělala Tiamata. Kaka pak obchází bohy, zve je k hostině, přitom je zasvěcuje do situace (opět je opakována část o Tiamatě).

Na konci se bohové sejdou na hostině, aby určili Mardukův osud

### IV. tabulka
Zde nejprve bohové určí Mardukovi osud, tím se stane nejvyšším bohem. Poté jde do bitvy s Tiamatou; když ji vidí, nejprve se lekne a situace působí ztraceným dojmem. Když spolu bojují, Marduk vypustí vítr, který se dostane do Tiamatina břicha, pak do ní vstřelí šíp a ten ji rozerve. Rozervanou Tiamat Marduk spoutá a zabije (zabitím Tiamaty začíná kosmogonie).

Poté se utká s jejím vojskem, které chytne do sítě. Mrtvé tělo Tiamat je označeno jako kúbu (tzn. embryo, fétus, nestvůra a zrůda), z něj Marduk vytvoří zemi, nebesa.

### V. tabulka
V této tabulce Marduk seskupí hvězdy do souhvězdí (podobizny a sídla jednotlivých bohů). Mardukovou hvězdou se stala Polárka, kolem které se vše otáčí. Stanovil délku roku, chování měsíce. Z Tiamatiny sliny stvořil sníh a led, z jejích očí Eufrat a Tigris, z jejích ňader pohoří, ochočil Tiamatiny nestvůry. Tabulky osudů odebral Kingovi a svěřil je Anuovi. 

Nakonec mu bohové odevzdají vládu a prohlásí ho za svého krále.

### VI. tabulka
Marduk iniciuje stvoření člověka (antropogonie), toto provedl Enki, Marduk nestvořil lidstvo pravděpodobně s ohledem na fakt, že v roli stvořitele v mnoha mýtech vystupoval Enki. Podobně jako v mýtu o Atrachasísovi je i zde obětován bůh (vůdce Tiamatiny armády Kingu).
Po stvoření lidí byli bohové rozděleni na pozemská a nebeská místa. Bohové z vděčnosti postaví Mardukovi Babylón.

### VII. tabulka
V této tabulce bohové dali Mardukovi padesát jmen, z nichž každé obsahuje (vystihuje) jiný aspekt Mardukova božství.

## Odraz mýtu v jiných literaturách
S tímto mýtem seznámil Řeky babylónský kněz Béróssos v díle Babylóniaka, z tohoto díla čerpali všichni další antičtí autoři. Z díla je patrné, že Béróssos znal velice dobře akkadskou mytologii.